# 饗A Joy
饗 A Joy是台灣餐飲品牌企業饗賓餐旅旗下的百匯餐廳，饗賓團隊以「台灣寫給世界的一封情書」為品牌價值，創造以人文、美學、空間、音樂、香氛、飲食六大主軸融合出「沉浸式六感體驗」，於2023年7月23日於台灣最高建築物台北101開幕。

## 背景
2021年，當時頂鮮101海鮮餐廳面臨疫情而造成經營困難的窘境，於該年10月收到台北101片面通知將在年底終止租賃合約，儘管頂鮮董事長有意願延長租約，但台北101卻要依合約履行並表示不願意再讓頂鮮101續租。與此同時，饗賓餐旅證實推新品牌取代頂鮮101而導致頂鮮101在2022年1月31日終止營業。

## 歷史
2021年12月，台北101經過選商之後選出最有利的廠商饗賓餐旅承租86樓、87樓的挑高樓層，2022年7月，饗賓餐旅對外宣布新餐廳名稱以定調為「饗」一個字，並表示這是要替台灣寫給世界的一封情書。2023年7月3日，饗賓餐旅透過YouTube正式公布新餐廳名稱為「饗 A Joy」及首波菜色，並於7月12日宣布這間新餐廳的開幕日期是7月23日，以及13日起開放訂位。7月13日，饗賓餐旅公布餐廳的用餐價格，其最貴來到新台幣3880元加一成服務費，直逼一間米其林餐廳的價格，並於7月23日正式開幕。

## 特點
饗 A Joy坐落於台北101，將86樓及87樓打通形成挑高樓層，與位在89樓的台北101觀景台一樣，在白天時段可以眺望台北市的景觀，在夜間時段可以欣賞城市的美麗夜景。至於菜色，則透過「山」、「海」、「城」、「原」4個境向共劃分8個美食區域，提供海鮮、燒烤炸物、中華料理等300樣料理，「饗 A Joy」募集台灣眾多藝術家攜手打造全區裝置藝術，並將現場的燈光音樂秀取了動人名字：「山：應許之地、海：生命之洋、原：文明之光、城：未來之夢」。綜合以上特色，饗賓餐旅打破台灣buffet新紀錄，用餐價格最高來到新台幣3880元加一成服務費。在台灣，不僅成為市區最高的自助餐廳，還寫下史上最貴自助餐廳的新紀錄。

## 評價
饗 A Joy在開幕前開放線上訂位後，因為大量湧入上萬名民眾搶訂，而一度造成饗賓餐旅官網癱瘓，因此有使用者在Google地圖針對「訂位相關問題」留下一星評論，但是也有大部分民眾留下五星評論表示非常期待新餐廳「饗A Joy」的開幕，而餐廳員工在試吃後覺得這訂出的用餐價格符合他們的期待價值。開幕前夕，饗賓集團的「黑卡會員」就被邀請試吃體驗，點評「我覺得86樓的風景真的很強，由於是吃晚上六點的，所有白天和晚上都有看到，白天晚上都超漂亮，忍不住拿起相機狂拍，以4200的價錢，我覺得可以體驗一次看看，會有不虛此行的感覺，因為我從一進去就開始尖叫了，整個裝潢都很高檔，感覺的出來每一個角落都有有花費心思設計，挑高的設計讓空間非常寬敞，不用擔心會撞到別人」。認為菜色確實非常的精緻好吃，加上風景漂亮，雖然說價位這麼高但還是可以來體驗一次看看，「會有一種不虛此行的感覺」。媒體採訪完也評論饗 A Joy以當代風格美學、頂級在地食材，將台灣的不同面貌透過美食呈現。「饗A Joy」被稱為是台灣Buffet天花板，從人文、空間、設計、工藝、美學、香氛、飲食，營造頂級用餐體驗。

## 外部連結
- 官方网站